# Up to Now
Up to Now è il primo greatest hits pubblicato dal gruppo musicale alternative rock Snow Patrol, uscito il 6 novembre 2009 per la Fiction/Geffen

## Tracce
Disco 1
1. Chocolate
2. Chasing Cars
3. Crack The Shutters
4. Set The Fire To The Third Bar
5. Crazy In Love
6. Just Say Yes
7. Batten Down The Hatch
8. You're All I Have
9. Hands Open
10. Cartwheels
11. The Planets Bend Between Us (2009 Version)
12. Ask Me How I Am
13. On-Off
14. Making Enemies
15. Run’(Live at the Union Chapel)

Disco 2
1. Take Back The City
2. Shut Your Eyes
3. An Olive Grove Facing The Sea (2009 Version)
4. Run
5. Give Me Strength
6. Signal Fire
7. Spitting Games
8. Open Your Eyes
9. Dark Roman Wine
10. Fifteen Minutes Old
11. You Are My Joy
12. Golden Floor
13. Starfighter Pilot
14. PPP
15. Chasing Cars (Live at the Union Chapel)